# Wenceslaus Nawmann
Wenceslaus Nawmann (auch Naumann) (* um 1495; † 1553 in Dresden) war ein sächsischer Jurist und Politiker. Der zunächst in Dresden als Stadtschreiber, Ratsherr und Bürgermeister tätige Beamte wechselte später in den Staatsdienst und war Kanzler Herzog Heinrichs von Sachsen.

## Leben

### Herkunft
Wenceslaus Nawmann stammte vermutlich aus Dresden. Andere Quellen geben die niederschlesische Stadt Sagan als Herkunftsort an. 1508 ist er in den Matrikeln der Universität Leipzig genannt und studierte dort Rechtswissenschaften. Ab 1518 wird er in verschiedenen Urkunden als Magister und Baccalaureus erwähnt. 1530 wurde er zum Doktor beider Rechte promoviert.
Ein Hieronymus Naumann, vermutlich sein Sohn, ist 1533 ebenfalls als Student der Universität Leipzig nachweisbar.

### Wirken als Stadtschreiber und Bürgermeister in Dresden
1518 wurde Wenceslaus Nawmann zum Stadtschreiber von Dresden ernannt. Als wichtigstem Beamten der Stadt oblag ihm die Besorgung des gesamten städtischen Kanzleiwesens sowie die Erledigung von Rechtsgeschäften. Dazu gehörten die Führung der Stadt- und Gerichtsbücher, die Ausfertigung von Urteilen und Urkunden, das Verfassen wichtiger Schriftstücke sowie die Aufstellung des Geschossregisters. Die Zunahme der Aufgaben machte 1521 die Einstellung eines Unterstadtschreibers notwendig, der zugleich als Gerichtsschreiber fungierte und die Führung des Geschoss- und Zinsregisters übernahm. Nawmann wurde daraufhin zum Oberstadtschreiber und Syndikus ernannt.
Ebenso wie einige seiner Amtsvorgänger wurde auch er in den Rat aufgenommen und 1525 zum regierenden Bürgermeister gewählt, blieb jedoch bis 1526 zugleich Stadtschreiber. 1528 hatte er erneut das Bürgermeisteramt inne, schied jedoch nach Ablauf seiner Regierungszeit aus dem Rat aus.

### Tätigkeit in herzoglichen Diensten
Nach Aufgabe seiner Ratstätigkeit wechselte Nawmann zunächst nach Leipzig, um dort 1530 den Doktortitel zu erwerben. Danach trat er in den Dienst Herzog Heinrichs des Frommen, der ihn 1533 zum Kanzler ernannte und zu einem seiner Berater machte. 1539 wird Nawmann in Freiberg, der Residenz Heinrichs, erneut als Kanzler erwähnt. 
Nach dem Tod Heinrichs am 18. August 1541 übernahm sein Sohn Moritz die Regierung des Landes. Nur wenige Monate zuvor hatte er, gegen den Willen seiner Eltern, Agnes von Hessen geheiratet. Nach dem Machtantritt entschloss sich Moritz, die Räte seines Vaters, welche gegen die Hochzeit gewesen waren, aus dem Dienst zu entlassen. Damit schied auch Wenceslaus Nawmann gegen eine Pension von 200 Gulden aus dem Amt und wurde von Simon Pistoris als Kanzler abgelöst.
Wie bereits sein Vater setzte auch Herzog Moritz die Ideen der Reformation in seinem Herrschaftsbereich um, konfiszierte katholische Kirchengüter und stiftete aus dem Vermögen aufgelöster Klöster die Fürstenschulen in Schulpforta, Meißen  und Grimma. Da er auf den Rat der erfahrenen Ratgeber seines Vaters nicht verzichten wollte, wurde Nawmann bereits 1542 wieder rehabilitiert. Als Moritz sich nach Beilegung der Wurzener Fehde auf den Krieg gegen die Türken vorbereitete, setzte er für die Bearbeitung und Entscheidung kirchlicher Fragen eine Kommission ein, zu der neben Kanzler Pistoris auch Wenceslaus Nawmann gehörte.
1543 berief der Landesherr ein Konsistorium mit Sitz in Leipzig, welches künftig die Besorgung aller Kirchenangelegenheiten, insbesondere die geistliche Gerichtsbarkeit übernehmen sollte. Nawmann war dabei an den Verhandlungen über die Übernahme der geistlichen Aufgaben des Stifts Merseburg durch Georg von Anhalt im April 1544 beteiligt. Am 16. Februar 1545 entstand ein weiteres derartiges Konsistorium in Meißen. Präsident dieser Behörde war der Meißner Amtmann Heinrich von Bünau, der von drei Beisitzern unterstützt wurde. Zu diesen Assessoren gehörte auch Dr. Wenceslaus Nawmann. 1550 wurde der Sitz des Konsistoriums nach Dresden verlegt. Wenige Jahre später, vermutlich 1553, verstarb Nawmann in Dresden.